# Twardówka lejkowata

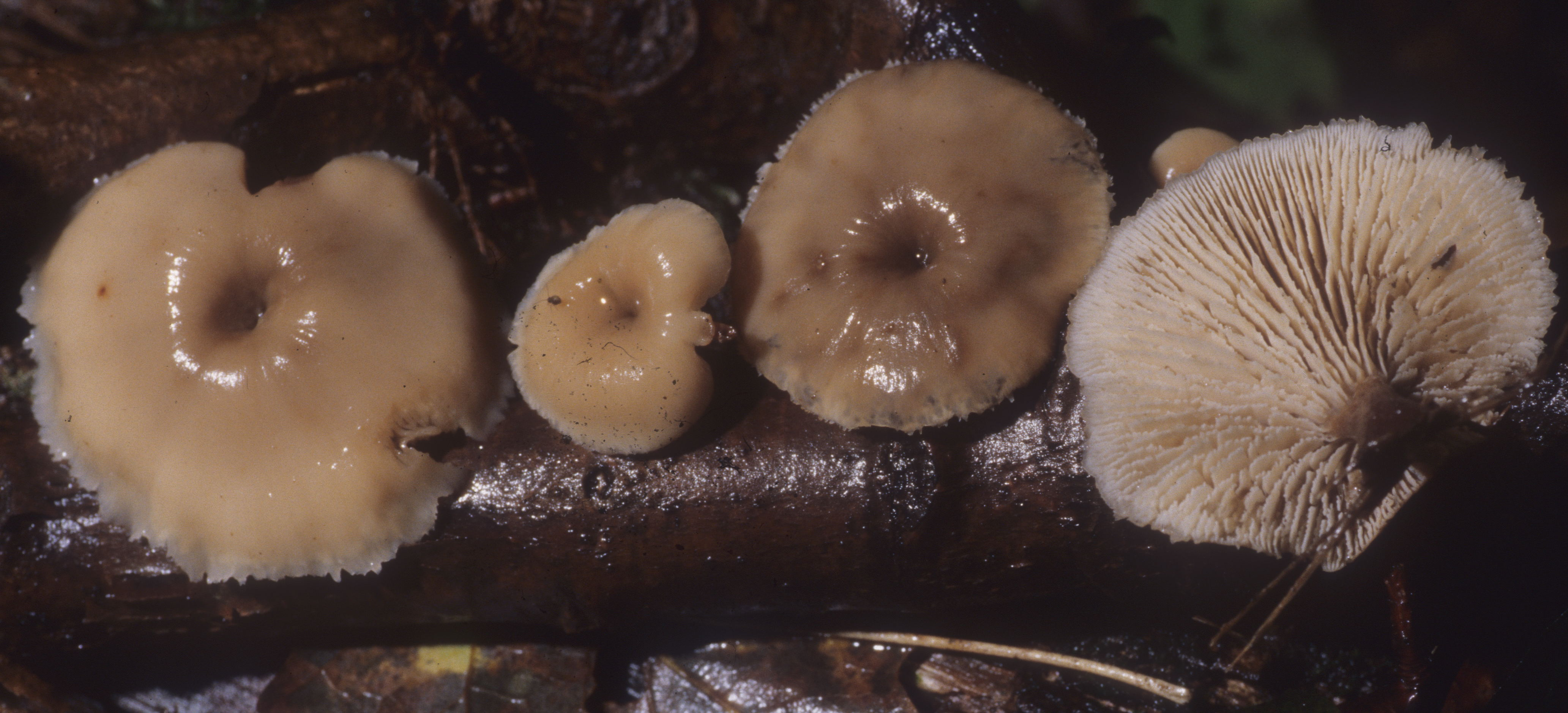

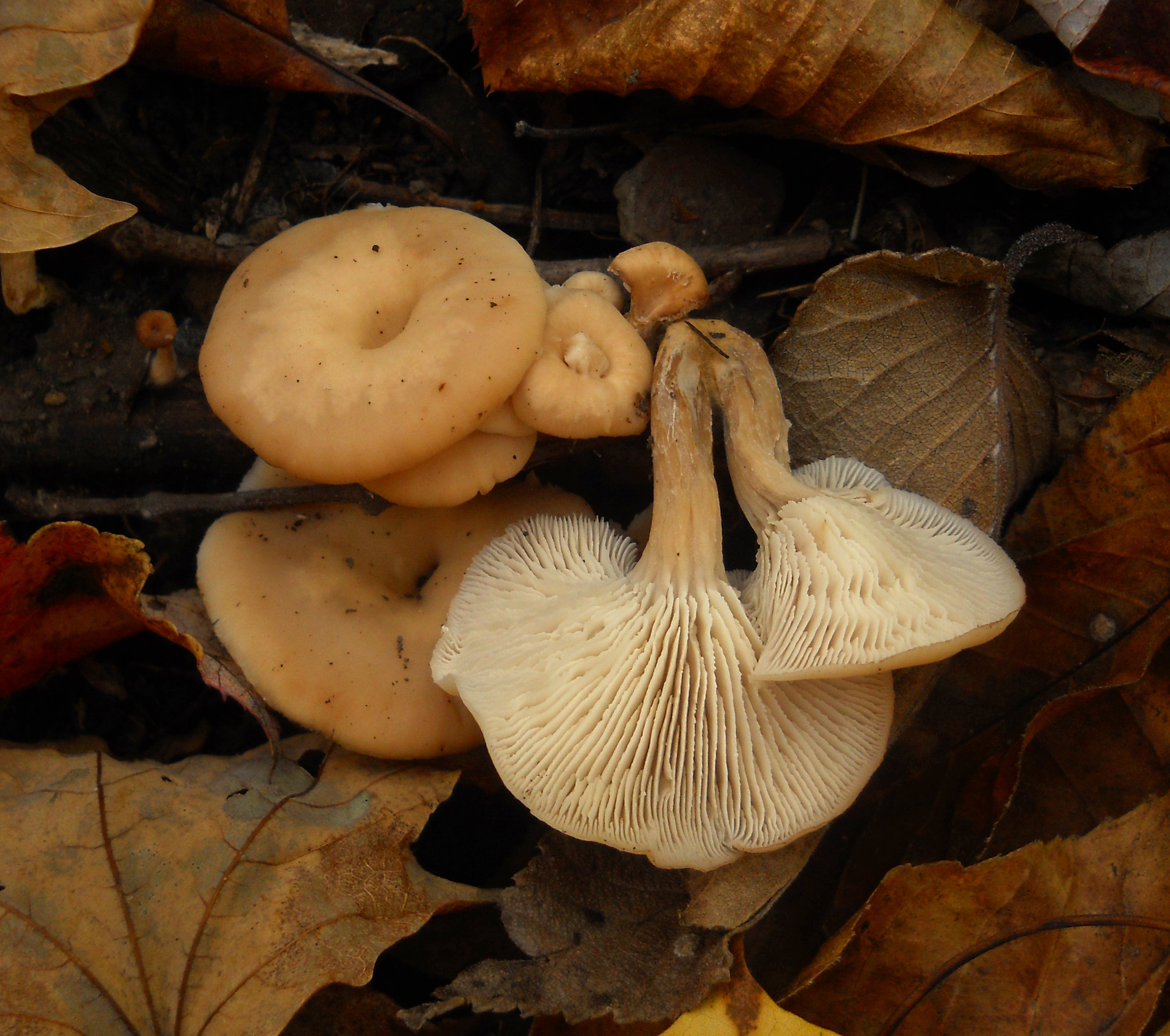

Twardówka lejkowata (Lentinellus micheneri (Berk. & M.A. Curtis) Pegler) – gatunek grzybów z rodziny szyszkogłówkowatych (Auriscalpiaceae).

## Systematyka i nazewnictwo
Pozycja w klasyfikacji według Index Fungorum: Lentinellus, Auriscalpiaceae, Russulales, Incertae sedis, Agaricomycetes, Agaricomycotina, Basidiomycota, Fungi.
Po raz pierwszy takson ten opisali w 1853 r. Miles Joseph Berkeley i Moses Ashley Curtis nadając mu nazwę Lentinus micheneri. Obecną, uznaną przez Index Fungorum nazwę nadał mu w 1983 r. D.N. Pegler.
Ma 17 synonimów. Niektóre z nich:
- Lentinellus americanus (Peck) Singer 1951
- Lentinellus omphalodes (Fr.) P. Karst. 1879
- Lentinus omphalodes (Fr.) Sacc. 1887[2].

Nazwę polską nadał Władysław Wojewoda w 2003 r. (dla synonimu Lentinellus omphalodes).

## Morfologia
Kapelusz
Szerokość 1–5 cm, w młodości wypukły lub poduszeczkowaty z centralnym zagłębieniem, później szeroko wypukły lub prawie płaski, z głębokim zagłębieniem lub bez. Powierzchnia w stanie wilgotnym gładka, różowawo brązowa lub jaśniejsza, podczas wysychania wyraźnie zmienia kolor, wskutek czego kapelusz staje się dwubarwny. Brzeg prosty.
Blaszki
Przyrośnięte do trzonu, dość rzadkie, białawe do różowawo brązowych, nie zmieniające barwy po uszkodzeniu. Ostrza wyraźnie ząbkowane.
Trzon
Wysokość 5–5 cm, grubość 1–3 cm, mniej więcej walcowaty, często wzdłużnie rowkowany, brązowy lub czerwonobrązowy, czasami niecentryczny.
Miąższ
Blado brązowawy o cierpkim lub ostrym smaku (czasami dopiero po dłuższym czasie) i bez wyraźnego zapachu.
Cechy mikroskopowe
Zarodniki 4–5 × 3–3,5 µm, eliptyczne z bardzo drobnymi brodawkami i kolcami, amyloidalne. Pleurocystydy 22–31 × 3–8 µm, mniej lub bardziej wrzecionowate. Czasami występują gleocystydy.

## Występowanie i siedlisko
Występuje w Ameryce Północnej i Środkowej, Europie, Azji, Afryce i Australii. Znajduje się na Czerwonej liście roślin i grzybów Polski. Ma status E – gatunek wymierający, którego przeżycie jest mało prawdopodobne, jeśli nadal będą działać czynniki zagrożenia.
Nadrzewny lub naziemny grzyb saprotroficzny. Owocniki tworzą się pojedynczo lub w małych skupiskach na martwym drewnie drzew liściastych lub iglastych, czasami także na ziemi, na resztkach drzewnych, głównie jesienią i wczesną zimą.

## Gatunki podobne
Twardówka lejkowata jest łatwo rozpoznawalna po kapeluszu, który jest gładki, mniej lub bardziej okrągły w zarysie i wyraźnie zmienia kolor w miarę wysychania. Ważną cechą diagnostyczną jest także trzon, który nie zrasta się z trzonami innych owocników (często zdarza się to w przypadku twardówki anyżkowej Lentinellus cochleatus), ponadto trzon ten często jest rowkowany.